# Carrer de la Taleca (Godall)
El carrer de la Taleca és un carrer de Godall (Montsià) inclòs a l'Inventari del Patrimoni Arquitectònic de Catalunya. És un carrer a la part alta del poble, a l'altra banda de Villallarga.
Té una amplada mitjana de 2,5 m per uns 15-20 de llargada. Les cases presenten una certa uniformitat: de dos pisos, algunes amb golfes. El primer pis amb la porta central, muntants i llinda de pedra. El segon pis amb balcó o bé finestres, amb petit ràfec de teula àrab. Realitzades amb maçoneria emblanquinada. Gairebé al mig del carrer hi ha un pont elevat de pas d'una casa a l'altra, recolzat sobre uns sòcols de pedra a banda i banda, fet de cabirons de fusta i pedres petites superiors amb una barana superior, en forma de ziga-zaga, feta de rajoles planes.
Tant el nom del carrer com l'estructura fan pensar en una certa antiguitat, però no hi ha cap data que ho confirmi. L'estructura del pont és molt curiosa, perquè normalment només se n'han conservat els sòcols. 1991: el pont s'ha substituït totalment per biguetes semi resistents, revoltons ceràmics i totxos perforats.